# Boris Pandža
Boris Pandža (Mostar, 15. prosinca 1986.) bosanskohercegovački nogometni je trener i bivši nogometaš. Trenutačno je bez kluba. Kao igrač igrao je na poziciji stopera. 
Pandža je karijeru počeo u kadetima Zrinjskog. Veoma brzo stigao je na "Pecaru", gdje je prošao sve uzraste dok nije 2006. godine zaigrao za seniorsku momčad. U dresu Širokog Brijega iskazao se prvenstveno borbenošću i umijećem zaustavljanja centaršuteva (zahvaljujući svojoj visini), igrajući na poziciji desnog stopera. Ubrzo se javilo zanimanje većih klubova, kao što je njemački velikan Schalke 04. 
Početkom 2007. godine potpisao je 4,5-godišnji ugovor sa splitskim Hajdukom, u konkurenciji i s Dinamom, koji je također bio zainteresiran za usluge talentiranog stopera. Splitski ga je klub kupio za oko 200.000 €, i uz to da će od njegova sljedećeg transfera 60 % ići Hajduku, a 40 % Širokom Brijegu. U Split je stigao kao pojačanje i zalog za budućnost, no, debitirao je tek protiv Cibalije nakon dolaska Ivana Pudara za trenera. Nakon toga ustalio se među početnih jedanaest do kraja sezone. Naredne godine varirao je od klupe do početne postave, zaigravši jednom prilikom i u veznom redu (na Kantridi pod Krešićem). 
Nakon jesenskog dijela sezone trener Robert Jarni ga šalje u rezervnu momčad, van konkurencije za prvu. Ipak, zbog velikog broja ozljeda u prvoj momčadi znao se par puta naći na klupi, a u zadnjem kolu prvenstva je opet zaigrao. Novi ga trener Goran Vučević ostavlja u momčadi gdje narednu polusezonu bilježi 12 nastupa, što s klupe, što u početnoj momčadi. 
Nastupio je 13 puta za mladu reprezentaciju BiH, te 21 put za seniore.
Statistika u Hajduku
| Natjecanje        | Nastupi | Zgoditci |
| ----------------- | ------- | -------- |
| Prvenstvo         | 61      | 2        |
| Kup               | 14      | 1        |
| Superkup          | 0       | 0        |
| Međunarodne       | 5       | 0        |
| Splitski podsavez | 0       | 0        |
| Ukupno            | 80      | 3        |
| Prijateljske      | 14      | 3        |
| Sveukupno         | 94      | 6        |

## Vanjske poveznice
- Profil, Soccerway
- Profil, Transfermarkt